# ركوب الدراجات في الألعاب البارالمبية الصيفية 2016
تألفت منافسات ركوب الدراجات في الألعاب البارالمبية الصيفية 2016 من 50 مسابقة في تخصصين رئيسيين هما ركوب الدراجات على المضمار وركوب الدراجات على الطريق. أُجريت كافة هذه المسابقات في كل من مضمار ريو الأولمبي للدراجات لمسابقات المضمار، وحديقة فلامنغو لمسابقات الطريق في مجمع كوباكابانا. تم التنافس في سبعة عشر حدثاً على المضمار، و33 على الطريق.

## التصنيفات
يُصنف الدراجون خلال دورة الألعاب البارالمبية حسب نوع وشدة إعاقتهم. تُعرف هذه الطريقة بالنظام الوظيفي وقُدمت لأول مرة في عام 2012. يُصنف الدراجون وفقا لقدرتهم الوظيفية عبر أربع فئات كبرى (الدراجة الترادفية للمكفوفين أو ضعاف البصر، الدراجة اليدوية، الدراجة ثلاثية العجلات والدراجة المعيارية). يشير رقم الفئة إلى شدة الإعاقة حيث أنه كلما صغر الرقم عبر ذلك عن ارتفاع شدة الإعاقة، بحيث أن الرقم "1" هو للدراجين شديدي الإعاقة. يسمح نظام التصنيف لراكبي الدراجات بالتنافس ضد آخرين لديهم مستوى مماثل من الإعاقة.
الدراجون الذين تعافوا من حالة ما أو حالاتهم متدهورة مثل التصلب المتعدد مؤهلون للمشاركة، ولكن يجب إعادة تصنيفهم خلال ستة أشهر من بطولة العالم أو الألعاب البارالمبية لضمان العدل والمساواة بين المتنافسين. المعدات الخاصة بما في ذلك الأطراف الاصطناعية مسموح باستعمالها فقط في المسابقات التي تم فيها السماح باستعمالها.
بي – الدراجة الترادفية
هذه الفئة مخصصة للدراجين الذين لديهم إعاقات بصرية وبالتالي يركبون دراجات ترادفية مع مرشد. هؤلاء الدراجين قد يكون لديهم أي مستوى من الإعاقة البصرية من عدم إدراك الضوء في أي من العينين وصولا إلى حدة بصرية 6/60 و/أو مجال بصري أقل من 20 درجة.
إتش (1-5) – الدراجة اليدوية
هذه الفئة مخصصة للدراجين الذين هم مبتورو الأطراف السفلى، أو لديهم شلل نصفي أو رباعي ويركبون دراجة يدوية باستخدام الذراعين لتدوير الدواسات للدفع. راكبو الدراجات من الفئة إتش 1-4 يتنافسون في وضعية الاستلقاء، بينما راكبو الدراجات من الفئة إتش 5 يتسابقون في وضعية الركوع.
تي (1-2) – الدراجة ثلاثية العجلات
هذه الفئة مخصصة للدراجين الذين لديهم حالة عصبية أو إعاقة لها تأثير مماثل على ركوب الدراجات بحيث لا يمكنهم التنافس على دراجة معيارية لأسباب التوازن.
سي (1-5) – الدراجة القياسية
هذه الفئة مخصصة للدراجين الذين لديهم إعاقة حركة متوسطة ولا يحتاجون إلى دراجة ثلاثية العجلات. في كثير من الحالات سيُسمح بتعديل لاستعمال طرف اصطناعي للساق أو الذراع.

### المسابقات المعدلة
تخضع بعض مسابقات ركوب الدراجات لبعض التعديلات، وبلغ مجموع هذه المسابقات 16 مسابقة في المجموع ما بين منافسات المضمار والطريق. يمكن أن تطرأ هذه التعديلات عندما يتنافس دراجون من فئات مختلفة ضد بعضهم البعض، الأمر الذي يحتم الأخذ في عين الاعتبار شدة إعاقة كل متنافس عند تحديد النتائج. ونتيجة لذلك، قد يتم تعديل أوقات بعض الدراجين بينما تبقى التوقيتات الأخرى لباقي المتنافسين من دون تعديل، على الرغم من أنهم في نفس المسابقة. تذهب الميدالية الذهبية للرياضي صاحب أسرع وقت بعد حساب جميع الأوقات المطلوبة. لذلك من الممكن أن يكسر دراج رقما قياسيا بارالمبيا أو عالميا في مسابقة ما، ولكن قد يوضع في الترتيب النهائي للسباق خلف رياضي مصنف بشكل مختلف في تلك المسابقة بعد إجراء هذه التعديلات. في مثل هذه الحالة، يُعامل الرقم القياسي كرقم قياسي عالمي رسمي، أو حسب الحالة، رقم قياسي بارالمبي ضمن تصنيف الدراج في تلك المسابقة.
لا ينبغي الخلط بين إجراءات التعديل ومسابقات معينة حيث يحق للرياضيين ذوي الإعاقة الأكبر التنافس في سباق للرياضيين ذوي الإعاقة 'الأقل'، على سبيل المثال مبتورو الساقين (مثل أوسكار بيستوريوس) يتنافس بشكل عادي في نفس السباق مع عدائين مبتورة لديهم ساق واحدة مثل جوني بيكوك أو ريتشارد براون. في مثل هذه السباقات، لا يؤخذ أي تعديل في الاعتبار. في ركوب الدراجات، عدد من سباقات الطريق متعددة التصنيفات ولكن لا يطرأ على النتائج أي تعديلات، على الرغم من أن السباقات ضد الساعة لنفس التصنيفات تطرأ تعديلات على نتائجها.

## المسابقات
فيما يلي كافة المسابقات الخاصة بكل تصنيف، بما في ذلك المسابقات المعدلة في التصنيفات المدمجة.
| التصنيف ← المسابقة ↓           | بي                       | سي                       | سي                       | سي                       | سي                       | سي                       | تي                       | تي                       | إتش                      | إتش                      | إتش                      | إتش                      | إتش                      |
| التصنيف ← المسابقة ↓           | بي                       | سي 1                     | سي 2                     | سي 3                     | سي 4                     | سي 5                     | تي 1                     | تي 2                     | إتش 1                    | إتش 2                    | إتش 3                    | إتش 4                    | إتش 5                    |
| ركوب الدراجات على الطريق       | ركوب الدراجات على الطريق | ركوب الدراجات على الطريق | ركوب الدراجات على الطريق | ركوب الدراجات على الطريق | ركوب الدراجات على الطريق | ركوب الدراجات على الطريق | ركوب الدراجات على الطريق | ركوب الدراجات على الطريق | ركوب الدراجات على الطريق | ركوب الدراجات على الطريق | ركوب الدراجات على الطريق | ركوب الدراجات على الطريق | ركوب الدراجات على الطريق |
| ------------------------------ | ------------------------ | ------------------------ | ------------------------ | ------------------------ | ------------------------ | ------------------------ | ------------------------ | ------------------------ | ------------------------ | ------------------------ | ------------------------ | ------------------------ | ------------------------ |
| سباق الطريق للرجال             | ●                        | ●                        | ●                        | ●                        | ●                        | ●                        | ●                        | ●                        |                          | ●                        | ●                        | ●                        | ●                        |
| سباق الطريق للنساء             | ●                        | ●                        | ●                        | ●                        | ●                        | ●                        | ●                        | ●                        | ●                        | ●                        | ●                        | ●                        | ●                        |
| سباق ضد الساعة للرجال          | ●                        | ●                        | ●                        | ●                        | ●                        | ●                        | ●                        | ●                        |                          | ●                        | ●                        | ●                        | ●                        |
| سباق ضد الساعة للنساء          | ●                        | ●                        | ●                        | ●                        | ●                        | ●                        | ●                        | ●                        | ●                        | ●                        | ●                        | ●                        | ●                        |
| سباقات التتابع - مختلط         |                          |                          |                          |                          |                          |                          |                          |                          |                          | ●                        | ●                        | ●                        | ●                        |
| ركوب الدراجات على المضمار      |                          |                          |                          |                          |                          |                          |                          |                          |                          |                          |                          |                          |                          |
| سباق 1 كم ضد الساعة للرجال     | ●                        | ●                        | ●                        | ●                        | ●                        | ●                        |                          |                          |                          |                          |                          |                          |                          |
| سباق المطاردة الفردية للرجال   | ●                        | ●                        | ●                        | ●                        | ●                        | ●                        |                          |                          |                          |                          |                          |                          |                          |
| سباق 500 متر ضد الساعة للنساء  |                          | ●                        | ●                        | ●                        | ●                        | ●                        |                          |                          |                          |                          |                          |                          |                          |
| سباق 1000 متر ضد الساعة للنساء | ●                        |                          |                          |                          |                          |                          |                          |                          |                          |                          |                          |                          |                          |
| سباق المطاردة الفردية للنساء   | ●                        | ●                        | ●                        | ●                        | ●                        | ●                        |                          |                          |                          |                          |                          |                          |                          |
| السبرنت المختلط للفرق          |                          | ●                        | ●                        | ●                        | ●                        | ●                        |                          |                          |                          |                          |                          |                          |                          |

- بي: أعمى أو ضعيف البصر، دراجة ترادفية.
- إتش: دراجة يدوية.
- تي: دراجة ثلاثية العجلات.
- سي: دراجة هوائية ثنائية معيارية، مع بعض التعديلات.

## الدول المشاركة
بلغ عدد المشاركين الإجمالي 235 دراجا ودراجة، ينتمون إلى 45 دولة، وهم كالتالي:
- الأرجنتين (4)
- أستراليا (12)
- النمسا (4)
- بلجيكا (7)
- البرازيل (4)
- كندا (11)
- الصين (11)
- كولومبيا (6)
- كوستاريكا (1)
- كوبا (1)
- جمهورية التشيك (8)
- الدنمارك (2)
- جمهورية الدومينيكان (1)
- إستونيا (1)
- فنلندا (2)
- فرنسا (5)
- ألمانيا (14)
- غانا (1)
- بريطانيا العظمى (15)
- اليونان (3)
- المجر (1)
- إيران (1)
- جزيرة أيرلندا (7)
- إسرائيل (1)
- إيطاليا (12)
- اليابان (4)
- لوكسمبورغ (2)
- ماليزيا (2)
- هولندا (13)
- نيوزيلندا (6)
- النرويج (1)
- بيرو (1)
- بولندا (8)
- البرتغال (2)
- رومانيا (2)
- سلوفاكيا (4)
- سلوفينيا (1)
- جنوب إفريقيا (6)
- كوريا الجنوبية (3)
- إسبانيا (9)
- السويد (4)
- سويسرا (7)
- أوكرانيا (1)
- الولايات المتحدة (22)
- فنزويلا (2)

## الميداليات
كما هو الحال في الألعاب الأولمبية، تصدرت بريطانيا العظمى جدول الميداليات، بفضل نتائج دراجيها في مسابقات المضمار، خصوصا مسابقات النساء. حيث أصبحت كادينا كوكس أول بارالمبية بريطانية منذ 32 عاما تفوز بذهبيات في رياضتين مختلفتين في نفس الألعاب، كما نجحت سارة ستوري في تحطيم الرقم القياسي الذي كانت تحمله زميلتها تاني غراي-تومبسون.
في مسابقات الطريق، هيمنت ألمانيا وهولندا وإيطاليا على جدول الميداليات، حيث فاز أليكس زاناردي بميداليتين ذهبيتين وفضية ليضيفها إلى حصيلة مماثلة في لندن 2012. كما فازت الولايات المتحدة وأستراليا والصين بأكثر من عشر ميداليات لكل دولة منهم.

### جدول الميداليات
فيما يلي الجدول النهائي للميداليات بعد انتهاء جميع منافسات ركوب الدراجات في هذه الدورة من الألعاب البارالمبية.
المفتاح
  *   البلد المضيف (البرازيل)
  *   البلد المضيف (مضيف)
| المرتبة | فريق                   | ذهبية | فضية | برونزية | المجموع |
| ------- | ---------------------- | ----- | ---- | ------- | ------- |
| 1       | بريطانيا العظمى (GBR)  | 12    | 3    | 6       | 21      |
| 2       | ألمانيا (GER)          | 8     | 3    | 4       | 15      |
| 3       | هولندا (NED)           | 5     | 5    | 6       | 16      |
| 4       | إيطاليا (ITA)          | 5     | 2    | 5       | 12      |
| 5       | الولايات المتحدة (USA) | 4     | 9    | 5       | 18      |
| 6       | أستراليا (AUS)         | 3     | 7    | 3       | 13      |
| 7       | الصين (CHN)            | 3     | 3    | 4       | 10      |
| 8       | بولندا (POL)           | 2     | 3    | 0       | 5       |
| 9       | جزيرة أيرلندا (IRL)    | 2     | 2    | 1       | 5       |
| 10      | سلوفاكيا (SVK)         | 2     | 1    | 1       | 4       |
| 11      | أوكرانيا (UKR)         | 2     | 0    | 0       | 2       |
| 12      | كندا (CAN)             | 1     | 3    | 5       | 9       |
| 13      | جنوب إفريقيا (RSA)     | 1     | 0    | 0       | 1       |
| 14      | النمسا (AUT)           | 0     | 2    | 0       | 2       |
| 14      | اليابان (JPN)          | 0     | 2    | 0       | 2       |
| 16      | إسبانيا (ESP)          | 0     | 1    | 2       | 3       |
| 17      | البرازيل (BRA)*        | 0     | 1    | 1       | 2       |
| 17      | بلجيكا (BEL)           | 0     | 1    | 1       | 2       |
| 17      | نيوزيلندا (NZL)        | 0     | 1    | 1       | 2       |
| 20      | كوريا الجنوبية (KOR)   | 0     | 1    | 0       | 1       |
| 21      | كولومبيا (COL)         | 0     | 0    | 3       | 3       |
| 22      | سويسرا (SUI)           | 0     | 0    | 1       | 1       |
| 22      | فرنسا (FRA)            | 0     | 0    | 1       | 1       |
| المجموع | المجموع                | 50    | 50   | 50      | 150     |

### مسابقات الطريق

#### مسابقات الرجال
| المسابقة       | الفئة  | الذهبية                        | الفضية                        | البرونزية                        |
| -------------- | ------ | ------------------------------ | ----------------------------- | -------------------------------- |
| سباق ضد الساعة | بي     | ستيفن بيت · بريطانيا العظمى    | فينسنت تير شور · هولندا       | كيران مودرا · أستراليا           |
| سباق ضد الساعة | إتش 2  | لوكا مازوني · إيطاليا          | ويل غرولكس · الولايات المتحدة | براين شيريدان · الولايات المتحدة |
| سباق ضد الساعة | إتش 3  | فيتوريو بوديستا · إيطاليا      | والتر أبلينغر · النمسا        | تشارلز مورو · كندا               |
| سباق ضد الساعة | إتش 4  | رافال فيلك · بولندا            | توماس فروفيرث · النمسا        | فيكو ميركلين · ألمانيا           |
| سباق ضد الساعة | إتش 5  | أليساندرو زاناردي · إيطاليا    | ستيوارت تريب · أستراليا       | أوسكار سانشيز · الولايات المتحدة |
| سباق ضد الساعة | سي 1   | مايكل تويبر · ألمانيا          | روس ويلسون · كندا             | جيانكارلو ماسيني · إيطاليا       |
| سباق ضد الساعة | سي 2   | تريستن تشيرنوف · كندا          | كولن لونش · جزيرة أيرلندا     | ليانغ غويهوا · الصين             |
| سباق ضد الساعة | سي 3   | إيوغان كليفورد · جزيرة أيرلندا | ماساكي فوجيتا · اليابان       | مايكل ساميتز · كندا              |
| سباق ضد الساعة | سي 4   | يوزف ميتيلكا · سلوفاكيا        | كايل بريدجوود · أستراليا      | باتريك كوريل · سلوفاكيا          |
| سباق ضد الساعة | سي 5   | يغور ديمينتييف · أوكرانيا      | أليستير دونوهو · أستراليا     | لاورو سيزار تشامان · البرازيل    |
| سباق ضد الساعة | تي 1–2 | هانس-بيتر دورست · ألمانيا      | رايان بويل · الولايات المتحدة | ديفيد ستون · بريطانيا العظمى     |
| سباق الطريق    | بي     | فينسنت تير شور · هولندا        | إغناثيو أفيلا · إسبانيا       | ستيفن بيت · بريطانيا العظمى      |
| سباق الطريق    | إتش 2  | ويل غرولكس · الولايات المتحدة  | لوكا مازوني · إيطاليا         | توبياس فانكهاوزر · سويسرا        |
| سباق الطريق    | إتش 3  | باولو تشيكيتو · إيطاليا        | ماكسيميليان ويبر · ألمانيا    | تشارلز مورو · كندا               |
| سباق الطريق    | إتش 4  | فيكو ميركلين · ألمانيا         | رافال فيلك · بولندا           | جويل جانو · فرنسا                |
| سباق الطريق    | إتش 5  | إرنست فان ديك · جنوب إفريقيا   | أليساندرو زاناردي · إيطاليا   | جيتزي بلات · هولندا              |
| سباق الطريق    | سي 1-3 | ستيفن فارياس · ألمانيا         | كريس بوسمانز · بلجيكا         | فابيو أنوبيلي · إيطاليا          |
| سباق الطريق    | سي 4-5 | دانيال أبراهام غيبرو · هولندا  | لاورو سيزار تشامان · البرازيل | أندريا تارلاو · إيطاليا          |
| سباق الطريق    | تي 1–2 | هانس-بيتر دورست · ألمانيا      | ديفيد ستون · بريطانيا العظمى  | نيستور أيالا أيالا · كولومبيا    |

#### مسابقات النساء
| المسابقة       | الفئة   | الذهبية                           | الفضية                            | البرونزية                        |
| -------------- | ------- | --------------------------------- | --------------------------------- | -------------------------------- |
| سباق ضد الساعة | بي      | كيتي جورج دونليفي · جزيرة أيرلندا | يوري كانوما · اليابان             | لورا تورنهام · بريطانيا العظمى   |
| سباق ضد الساعة | إتش 1–3 | كارين دارك · بريطانيا العظمى      | أليسيا دانا · الولايات المتحدة    | فرانتشيسكا بورتشيلاتو · إيطاليا  |
| سباق ضد الساعة | إتش 4–5 | دوروثي فيث · ألمانيا              | أندريا إسكاو · ألمانيا            | لاورا دي فان · هولندا            |
| سباق ضد الساعة | سي 1–3  | أليدا نوربرويس · هولندا           | دينيس شيندلر · ألمانيا            | زينغ سيني · الصين                |
| سباق ضد الساعة | سي 4    | شون موريلي · الولايات المتحدة     | ميغان فيشر · الولايات المتحدة     | سوزان باول · أستراليا            |
| سباق ضد الساعة | سي 5    | سارة ستوري · بريطانيا العظمى      | آنا هاركوفسكا · بولندا            | سامانثا بوسكو · الولايات المتحدة |
| سباق ضد الساعة | تي 1–2  | كارول كوك · أستراليا              | جيل والش · الولايات المتحدة       | شيلي غوتييه · كندا               |
| سباق الطريق    | بي      | إيفونا بودكوستشيلنا · بولندا      | كيتي جورج دونليفي · جزيرة أيرلندا | إيما فوي · نيوزيلندا             |
| سباق الطريق    | إتش 1-4 | كريستياني ريبي · ألمانيا          | لي دو-يون · كوريا الجنوبية        | فرانتشيسكا بورتشيلاتو · إيطاليا  |
| سباق الطريق    | إتش 5   | أندريا إسكاو · ألمانيا            | لاورا دي فان · هولندا             | جينيت يانسن · هولندا             |
| سباق الطريق    | سي 1-3  | جيمي ويتمور · الولايات المتحدة    | زينغ سيني · الصين                 | دينيس شيندلر · ألمانيا           |
| سباق الطريق    | سي 4-5  | سارة ستوري · بريطانيا العظمى      | آنا هاركوفسكا · بولندا            | كريستال لان · بريطانيا العظمى    |
| سباق الطريق    | تي 1–2  | كارول كوك · أستراليا              | جيل والش · الولايات المتحدة       | يانا مايونكي · ألمانيا           |

#### المسابقات المختلطة
| المسابقة    | الفئة         | الذهبية                                                     | الفضية                                                          | البرونزية                                                         |
| ----------- | ------------- | ----------------------------------------------------------- | --------------------------------------------------------------- | ----------------------------------------------------------------- |
| تتابع الفرق | تتابع إتش 2-5 | إيطاليا · فيتوريو بوديستا · لوكا مازوني · أليساندرو زاناردي | الولايات المتحدة · وليام لاتشيناور · ويل غرولكس · أوسكار سانشيز | بلجيكا · جان-فرانسوا ديبيرغ · كريستوف هيندريك · يوناس فان دي ستين |

### مسابقات المضمار

#### مسابقات الرجال
| المسابقة              | الفئة  | الذهبية                      | الفضية                          | البرونزية                          |
| --------------------- | ------ | ---------------------------- | ------------------------------- | ---------------------------------- |
| سباق 1 كم ضد الساعة   | بي     | تريستان بانغما · هولندا      | نيل فاشي · بريطانيا العظمى      | كاي-كريستيان كروز · ألمانيا        |
| سباق 1 كم ضد الساعة   | سي 1–3 | لي زانغيو · الصين            | أرنود نايخويس · هولندا          | تريستن تشيرنوف · كندا              |
| سباق 1 كم ضد الساعة   | سي 4–5 | جودي كوندي · بريطانيا العظمى | يوزف ميتيلكا · سلوفاكيا         | ألفونسو كابللو · إسبانيا           |
| سباق المطاردة الفردية | بي     | ستيفن بيت · بريطانيا العظمى  | فينسنت تير شور · هولندا         | ستيفن دي فريس · هولندا             |
| سباق المطاردة الفردية | سي 1   | لي زانغيو · الصين            | روس ويلسون · كندا               | أرنود نايخويس · هولندا             |
| سباق المطاردة الفردية | سي 2   | ليانغ غويهوا · الصين         | تريستن تشيرنوف · كندا           | لويس رولف · بريطانيا العظمى        |
| سباق المطاردة الفردية | سي 3   | ديفيد نيكولاس · أستراليا     | جوزيف بيريني · الولايات المتحدة | إيوغان كليفورد · جزيرة أيرلندا     |
| سباق المطاردة الفردية | سي 4   | يوزف ميتيلكا · سلوفاكيا      | كايل بريدجوود · أستراليا        | دييغو دوينياس · كولومبيا           |
| سباق المطاردة الفردية | سي 5   | يغور ديمينتييف · أوكرانيا    | أليستير دونوهو · أستراليا       | إدوين فابيان ماتيز رويز · كولومبيا |

#### مسابقات النساء
| المسابقة              | الفئة          | الذهبية                        | الفضية                         | البرونزية                        |
| --------------------- | -------------- | ------------------------------ | ------------------------------ | -------------------------------- |
| سباق ضد الساعة        | سي 1–3 (500 م) | أليدا نوربرويس · هولندا        | أماندا ريد · أستراليا          | سونغ زينلينغ · الصين             |
| سباق ضد الساعة        | سي 4–5 (500 م) | كادينا كوكس · بريطانيا العظمى  | زو جوفانغ · الصين              | روان جيانبينغ · الصين            |
| سباق ضد الساعة        | بي (1 كم)      | صوفي ثورنهيل · بريطانيا العظمى | لاريسا كلاسن · هولندا          | جيسيكا غالاغير · أستراليا        |
| سباق المطاردة الفردية | بي             | لورا تورنهام · بريطانيا العظمى | إيما فوي · نيوزيلندا           | صوفي ثورنهيل · بريطانيا العظمى   |
| سباق المطاردة الفردية | سي 1–3         | ميغان غيغليا · بريطانيا العظمى | جيمي ويتمور · الولايات المتحدة | أليدا نوربرويس · هولندا          |
| سباق المطاردة الفردية | سي 4           | شون موريلي · الولايات المتحدة  | سوزان باول · أستراليا          | ميغان فيشر · الولايات المتحدة    |
| سباق المطاردة الفردية | سي 5           | سارة ستوري · بريطانيا العظمى   | كريستال لان · بريطانيا العظمى  | سامانثا بوسكو · الولايات المتحدة |

#### المسابقات المختلطة
| المسابقة    | الفئة  | الذهبية                                                    | الفضية                                    | البرونزية                                                   |
| ----------- | ------ | ---------------------------------------------------------- | ----------------------------------------- | ----------------------------------------------------------- |
| سبرنت الفرق | سي 1–5 | بريطانيا العظمى · لويس رولف · جون-آلان بترورث · جودي كوندي | الصين · شيي هاو · وي غوبينغ · ليو شينيانغ | إسبانيا · أمادور غرانادوس · إدواردو سانتاس · ألفونسو كابللو |

## أنظر أيضا
- ركوب الدراجات في الألعاب الأولمبية الصيفية 2016

## وصلات خارجية
- الموقع الرسمي للجنة البارالمبية الدولية
- الاتحاد الدولي للدراجين
- كتاب النتائج – منافسات الطريق
- كتاب النتائج – منافسات المضمار